# Panzerzug Doblest Witjasja
Der Panzerzug Doblest Witjasja (russisch Бронепоезд Доблесть Витязя Bronepojesd Doblest Witjasja, deutsch: der tapfere Ritter) war ein Panzerzug der Weißen Armee aus der Zeit des Russischen Bürgerkrieges.

## Geschichte
Anfang September 1919 wurde in der Nähe von Kiew ein ukrainischer Panzerzug durch die Besatzung des Panzerzug Witjas erbeutet. Auf dessen Basis wurde der Panzerzug Doblest Witjasja neu gebildet und als Teil der Streitkräfte Südrusslands der Weißen Armee eingegliedert.

## Technische Daten
Über die genaue Zusammensetzung des Panzerzuges liegen keine Informationen vor.

## Einsatz
Zum Einsatz kam der Panzerzug Doblest Witjasja noch im September 1919 bei den Kämpfen im Raum Konotop. Dabei wurde er auf der Eisenbahnstrecke zwischen Lgow und Brjansk eingesetzt. Als der Panzerzug der Division Drosdowskoi unterstellt war, wurde er Gefechten zwischen den Bahnhöfen Komarichi (Lage) und Brasovo (Lage), 65 Kilometer südlich von Brjansk, eingesetzt.
Im Winter 1919/1920 mussten sich die Truppen in Richtung Odessa zurückziehen. Am 31. Januar 1920 musste der Panzerzug am Bahnhof Tiraspol zurückgelassen werden und wurde deshalb von der Besatzung gesprengt.

## Zugpersonal
Die Besatzung des Panzerzuges bestand aus 90 Soldaten. Ein Teil davon stammte vom Panzerzug Witjas, der Rest wurde von den Streitkräften Südrusslands gestellt. Davon waren 25 Kadetten, 30 Freiwillige und 25 Soldaten und Kosaken. Zusätzlich wurden 10 österreichische Gefangene im Panzerzug eingesetzt.
- Panzerzugkommandant
  - Oberst Imszenik-Kondratowicz